# Buxton (Carolina del Norte)
Buxton es un lugar designado por el censo del condado de Dare en el estado estadounidense de Carolina del Norte.